# 茶粥

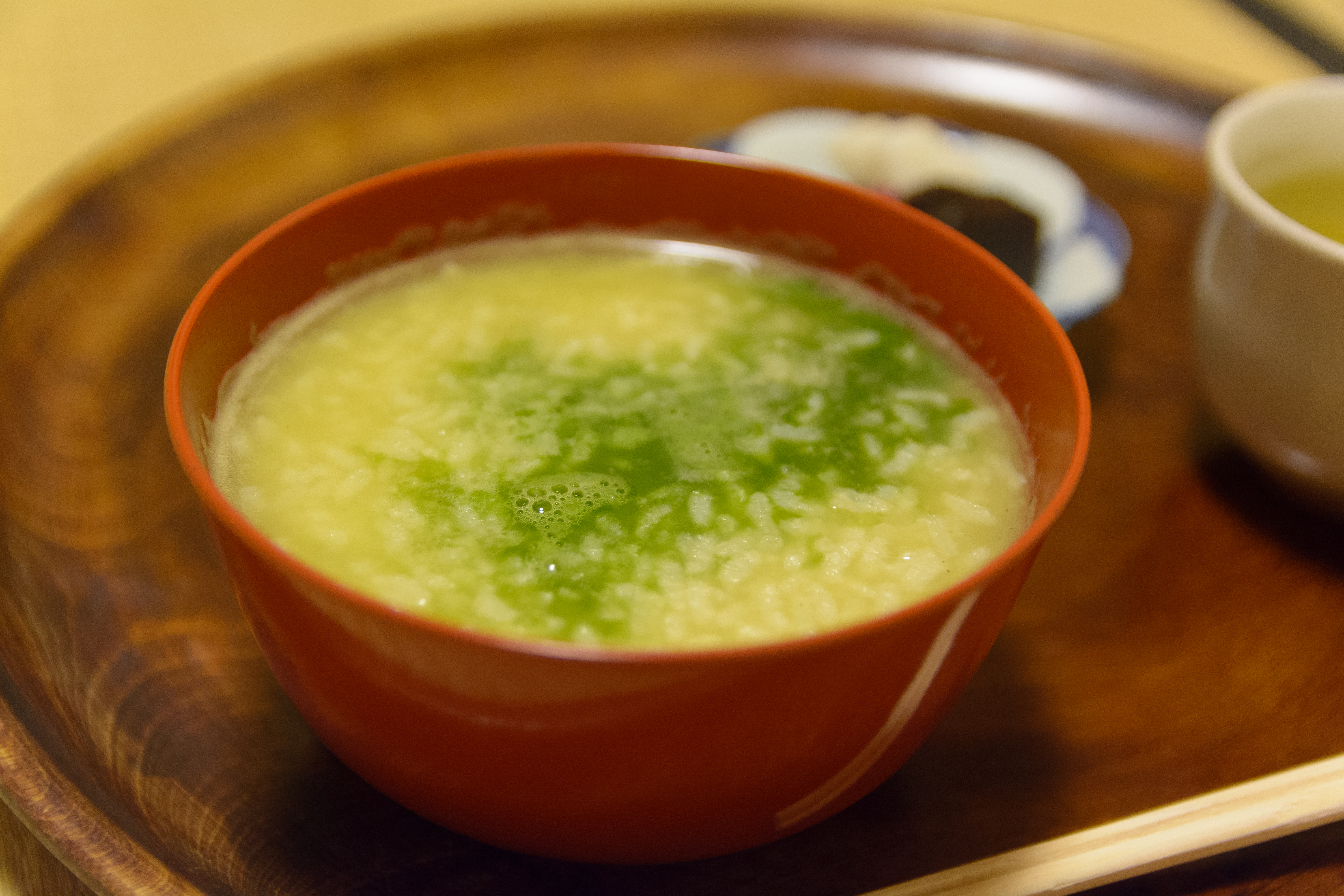
奈良の郷土料理茶粥、抹茶の粉を添えたもの

茶粥（ちゃがゆ）とは、米を茶で炊いた粥。

## 概要
茶粥は茶を用いて作られる粥の総称で、米の他に、野菜や芋、豆を入れることがある。地域によって、自家製の番茶、ほうじ茶、粉茶が用いられ、塩加減も異なる。特に「奈良茶粥」は古くから有名である。

## 近畿地方南部の茶粥
奈良県、和歌山県、三重県の伊賀では、昔から「おかいさん」の愛称で親しまれ常食となっていた。
『古事類苑』の飲食部六の項には「大和の国は農家にても一日に四、五度の茶粥を食する。聖武天皇の御代、南都大仏御建立の時、民家各かゆを食して米を食い延ばし御造営のお手伝いをした。以降奈良では茶粥を常食するようになった」とある。また、「お水取り」として知られる東大寺二月堂の修二会は、752年から今日まで途絶えることなく続けられてきた行事であるが、期間中の練行僧の食事の献立を記したものに「あげ茶」「ごぼ」などの記録が残る。特別な呼び名が付けられているが、「あげ茶」とは茶粥を煮て汁を取り去ったもの、「ごぼ」は茶粥の汁の多いものである。これらの記録からも、大和では1200年以上前から茶粥が食べられていたと考えられる。
奈良県の一般家庭では木綿の茶袋に焙じた粉茶を入れて炊き出し、冷飯を入れて炊くことが多かった。大和では昔はご飯を晩炊きにする家が多く朝の冷飯を利用したもので、これを「入れ粥」といい、米から炊く茶粥を「揚げ茶粥」という。おかきや餅を入れたり、季節によっては、さつま芋、栗、小豆、ソラマメを入れるほか、夏は冷やして食べることもある。
昔から「大和の茶粥、京の白粥、河内のどろ喰い」と言われ、粥の固さや食べ方も土地柄があるが、大和の茶粥は粘りが無くさらっとしている。奈良県では塩分が多くサラサラして熱い茶粥を常食にするから胃潰瘍になり、潰瘍から癌になるので胃癌の死亡率が高いという説から、1954年（昭和29年）に「茶粥の廃止」が呼びかけられたことがある。また、嗜好の変化もあり常食は少なくなっている。

## 他の地域の茶粥
明暦以後、17世紀の中頃には奈良茶粥は「奈良茶」という料理として、江戸で売られるようになった。『料理物語』にも収録されているこの料理は評判となったが、江戸人の好みに合わせて水気を減らした堅粥（かたがゆ）に変化し、奈良茶飯に至ったと見られる。
昔から西日本では庶民の食事として粥食が一般的であったが、中でも茶粥は、近畿から山口県にいたる西日本各地に広がり、北前船の影響からか、能登から青森、仙台まで広がっている。
九州地方で茶粥が食べられているのは、佐賀県、福岡県の一部地域に限られ、四国地方には茶粥という呼び名がない。ただし、香川県の塩飽諸島では朝食として茶粥がよく食べられてきた。

## 調理例
鍋に水を煮立てほうじ茶を入れた茶袋を入れ煮出し、冷飯を入れて炊く（奈良では夕に飯を炊く風習があり、翌朝にその残りの冷飯を利用するのである）。あるいは、あらかじめ粥を焚き、のちに茶袋を投入して炊き上げる。掻き混ぜ過ぎると粘り気が出るので、時折杓子で上下に返すぐらいにし、表面の泡はすくい取って除く。米粒がふっくらとしたら火から下ろしてしばらく蒸らす。茶袋は茶の色や香りが適当に出たときに取り出すが、最後まで入れておいてもよい。好みにより塩を加えて味を整える。炊き方は地域や各家庭の好みによる。